# Liste des députés de la IXe législature de la Cinquième République

Cet article donne la liste par ordre alphabétique des députés français de la IXe législature (1988-1993).
Cette législature, ouverte le 23 juin 1988, à la suite des élections des 5 et 12 juin 1988 s'est terminée le 1er avril 1993.
Pour chaque député, la liste précise le département de sa circonscription d'élection ainsi que le groupe dont il fait partie (pour les députés seulement apparentés à un groupe politique, un « a » précède le nom du groupe). Cette liste reflète la composition de l'Assemblée nationale au 16 juillet 1988, date de proclamation définitive des résultats. Les modifications apportées en cours de législature sont indiquées en notes.
- Haut – A
- B
- C
- D
- E
- F
- G
- H
- I
- J
- K
- L
- M
- N
- O
- P
- Q
- R
- S
- T
- U
- V
- W
- X
- Y
- Z

## A
| Nom                  |  | Groupe      | Circonscription      |
| -------------------- |  | ----------- | -------------------- |
| Maurice Adevah-Pœuf  |  | PS          | Puy-de-Dôme          |
| Jean-Marie Alaize    |  | PS          | Ardèche              |
| Michèle Alliot-Marie |  | RPR         | Pyrénées-Atlantiques |
| Edmond Alphandéry    |  | UDC         | Maine-et-Loire       |
| Jacqueline Alquier   |  | PS          | Tarn                 |
| Jean Anciant         |  | PS          | Oise                 |
| René André           |  | RPR         | Manche               |
| Gustave Ansart       |  | PCF         | Nord                 |
| Robert Anselin       |  | PS          | Nord                 |
| François Asensi      |  | PCF         | Seine-Saint-Denis    |
| Henri d'Attilio      |  | PS          | Bouches-du-Rhône     |
| Philippe Auberger    |  | RPR         | Yonne                |
| Emmanuel Aubert      |  | RPR         | Alpes-Maritimes      |
| François d'Aubert    |  | UDF         | Mayenne              |
| Gautier Audinot      |  | Non inscrit | Somme                |
| Jean Auroux          |  | PS          | Loire                |
| Edwige Avice         |  | PS          | Isère                |
| Jean-Marc Ayrault    |  | PS          | Loire-Atlantique     |

## B
| Nom                            |  | Groupe      | Circonscription         |
| ------------------------------ |  | ----------- | ----------------------- |
| Pierre Bachelet                |  | RPR         | Alpes-Maritimes         |
| Roselyne Bachelot              |  | RPR         | Maine-et-Loire          |
| Jean-Paul Bachy                |  | PS          | Ardennes                |
| Jean-Pierre Baeumler           |  | PS          | Haut-Rhin               |
| Jean-Pierre Balduyck           |  | PS          | Nord                    |
| Patrick Balkany                |  | RPR         | Hauts-de-Seine          |
| Édouard Balladur               |  | RPR         | Paris                   |
| Jean-Pierre Balligand          |  | PS          | Aisne                   |
| Gérard Bapt                    |  | PS          | Haute-Garonne           |
| Régis Barailla                 |  | PS          | Aude                    |
| Claude Barate                  |  | RPR         | Pyrénées-Orientales     |
| Bernard Bardin                 |  | PS          | Nièvre                  |
| Michel Barnier                 |  | RPR         | Savoie                  |
| Alain Barrau                   |  | PS          | Hérault                 |
| Raymond Barre                  |  | a. UDC      | Rhône                   |
| Jacques Barrot                 |  | UDC         | Haute-Loire             |
| Claude Bartolone               |  | PS          | Seine-Saint-Denis       |
| Michèle Barzach                |  | RPR         | Paris                   |
| Philippe Bassinet              |  | PS          | Hauts-de-Seine          |
| Christian Bataille             |  | PS          | Nord                    |
| Jean-Claude Bateux             |  | PS          | Seine-Maritime          |
| Umberto Battist                |  | PS          | Nord                    |
| Dominique Baudis               |  | a. UDC      | Haute-Garonne           |
| Jacques Baumel                 |  | RPR         | Hauts-de-Seine          |
| Henri Bayard                   |  | UDF         | Loire                   |
| Jean-Michel Baylet             |  | a. PS       | Tarn-et-Garonne         |
| François Bayrou                |  | UDC         | Pyrénées-Atlantiques    |
| Jean Beaufils                  |  | PS          | Seine-Maritime          |
| René Beaumont                  |  | UDF         | Saône-et-Loire          |
| Guy Bêche                      |  | PS          | Doubs                   |
| Jacques Becq                   |  | PS          | Somme                   |
| Jean Bégault                   |  | UDF         | Maine-et-Loire          |
| Roland Beix                    |  | PS          | Charente-Maritime       |
| André Bellon                   |  | PS          | Alpes-de-Haute-Provence |
| Jean-Michel Belorgey           |  | PS          | Allier                  |
| Serge Beltrame                 |  | PS          | Vosges                  |
| Georges Benedetti              |  | PS          | Gard                    |
| Pierre de Benouville           |  | RPR         | Paris                   |
| Jean-Pierre Béquet             |  | PS          | Val-d'Oise              |
| Michel Bérégovoy               |  | PS          | Seine-Maritime          |
| Pierre Bérégovoy               |  | PS          | Nièvre                  |
| Christian Bergelin             |  | RPR         | Haute-Saône             |
| Pierre Bernard                 |  | PS          | Tarn                    |
| Michel Berson                  |  | PS          | Essonne                 |
| Marcelin Berthelot             |  | PCF         | Seine-Saint-Denis       |
| André Berthol                  |  | RPR         | Moselle                 |
| Léon Bertrand                  |  | RPR         | Guyane                  |
| Jean Besson                    |  | RPR         | Rhône                   |
| Louis Besson                   |  | PS          | Savoie                  |
| André Billardon                |  | PS          | Saône-et-Loire          |
| Bernard Bioulac                |  | PS          | Dordogne                |
| Claude Birraux                 |  | a. UDC      | Haute-Savoie            |
| Jacques Blanc                  |  | UDF         | Lozère                  |
| Jean-Claude Blin               |  | PS          | Indre                   |
| Roland Blum                    |  | UDF         | Bouches-du-Rhône        |
| Jean-Marie Bockel              |  | PS          | Haut-Rhin               |
| Alain Bocquet                  |  | PCF         | Nord                    |
| Jean-Claude Bois               |  | PS          | Pas-de-Calais           |
| Gilbert Bonnemaison            |  | PS          | Seine-Saint-Denis       |
| Alain Paul Bonnet              |  | a. PS       | Dordogne                |
| Augustin Bonrepaux             |  | PS          | Ariège                  |
| André Borel                    |  | PS          | Vaucluse                |
| Franck Borotra                 |  | RPR         | Yvelines                |
| Bernard Bosson                 |  | UDC         | Haute-Savoie            |
| Huguette Bouchardeau           |  | a. PS       | Doubs                   |
| Jean-Michel Boucheron          |  | PS          | Charente                |
| Jean-Michel Boucheron          |  | PS          | Ille-et-Vilaine         |
| Jean-Claude Boulard            |  | PS          | Sarthe                  |
| Jean-Pierre Bouquet            |  | PS          | Marne                   |
| Bruno Bourg-Broc               |  | RPR         | Marne                   |
| Pierre Bourguignon             |  | PS          | Seine-Maritime          |
| Jean Bousquet                  |  | a. UDF      | Gard                    |
| Christine Boutin               |  | Non inscrit | Yvelines                |
| Loïc Bouvard                   |  | UDC         | Morbihan                |
| Jacques Boyon                  |  | RPR         | Ain                     |
| Jean-Pierre Braine             |  | PS          | Oise                    |
| Pierre Brana                   |  | PS          | Gironde                 |
| Jean-Guy Branger               |  | a. UDF      | Charente-Maritime       |
| Jean-Pierre Brard              |  | PCF         | Seine-Saint-Denis       |
| Frédérique Bredin              |  | PS          | Seine-Maritime          |
| Benjamin Brial                 |  | RPR         | Wallis-et-Futuna        |
| Maurice Briand                 |  | PS          | Côtes-du-Nord           |
| Jean Briane                    |  | a. UDC      | Aveyron                 |
| Jean Brocard                   |  | UDF         | Haute-Savoie            |
| Albert Brochard                |  | a. UDF      | Deux-Sèvres             |
| Louis de Froissard de Broissia |  | RPR         | Côte-d'Or               |
| Alain Brune                    |  | PS          | Jura                    |
| Jacques Brunhes                |  | PCF         | Hauts-de-Seine          |

## C
| Nom                        |  | Groupe | Circonscription       |
| -------------------------- |  | ------ | --------------------- |
| Christian Cabal            |  | RPR    | Loire                 |
| Denise Cacheux             |  | PS     | Nord                  |
| Alain Calmat               |  | a. PS  | Cher                  |
| Jean-Marie Cambacérès      |  | PS     | Gard                  |
| Jean-Christophe Cambadélis |  | PS     | Paris                 |
| Jacques Cambolive          |  | PS     | Aude                  |
| André Capet                |  | PS     | Pas-de-Calais         |
| Alain Carignon             |  | RPR    | Isère                 |
| Jean-Marie Caro            |  | UDF    | Bas-Rhin              |
| Roland Carraz              |  | PS     | Côte-d'Or             |
| Michel Cartelet            |  | PS     | Aube                  |
| Bernard Carton             |  | PS     | Nord                  |
| Élie Castor                |  | a. PS  | Guyane                |
| Nicole Catala              |  | RPR    | Paris                 |
| Laurent Cathala            |  | PS     | Val-de-Marne          |
| Jean-Charles Cavaillé      |  | RPR    | Morbihan              |
| Robert Cazalet             |  | UDF    | Gironde               |
| René Cazenave              |  | PS     | Pyrénées-Atlantiques  |
| Aimé Césaire               |  | a. PS  | Martinique            |
| Jacques Chaban-Delmas      |  | RPR    | Gironde               |
| Jean-Yves Chamard          |  | RPR    | Vienne                |
| Guy Chanfrault             |  | PS     | Haute-Marne           |
| Jean-Paul Chanteguet       |  | PS     | Indre                 |
| Robert Chapuis             |  | PS     | Ardèche               |
| Jean Charbonnel            |  | RPR    | Corrèze               |
| Hervé de Charette          |  | UDF    | Maine-et-Loire        |
| Jean-Paul Charié           |  | RPR    | Loiret                |
| Bernard Charles            |  | a. PS  | Lot                   |
| Serge Charles              |  | RPR    | Nord                  |
| Jean Charroppin            |  | RPR    | Jura                  |
| Michel Charzat             |  | PS     | Paris                 |
| Gérard Chasseguet          |  | RPR    | Sarthe                |
| Guy-Michel Chauveau        |  | PS     | Sarthe                |
| Georges Chavanes           |  | UDC    | Charente              |
| Daniel Chevallier          |  | PS     | Hautes-Alpes          |
| Jean-Pierre Chevènement    |  | PS     | Territoire de Belfort |
| Jacques Chirac             |  | RPR    | Corrèze               |
| Paul Chollet               |  | a. UDF | Lot-et-Garonne        |
| Didier Chouat              |  | PS     | Côtes-du-Nord         |
| Pascal Clément             |  | UDF    | Loire                 |
| André Clert                |  | PS     | Deux-Sèvres           |
| Michel Coffineau           |  | PS     | Val-d'Oise            |
| Michel Cointat             |  | RPR    | Ille-et-Vilaine       |
| François Colcombet         |  | a. PS  | Allier                |
| Daniel Colin               |  | UDF    | Var                   |
| Georges Colin              |  | PS     | Marne                 |
| Louis Colombani            |  | UDF    | Var                   |
| Georges Colombier          |  | UDF    | Isère                 |
| René Couanau               |  | UDC    | Ille-et-Vilaine       |
| Alain Cousin               |  | RPR    | Manche                |
| Yves Coussain              |  | a. UDF | Cantal                |
| Jean-Michel Couve          |  | RPR    | Var                   |
| René Couveinhes            |  | RPR    | Hérault               |
| Jean-Yves Cozan            |  | UDC    | Finistère             |
| Michel Crépeau             |  | a. PS  | Charente-Maritime     |
| Édith Cresson              |  | PS     | Vienne                |
| Henri Cuq                  |  | RPR    | Yvelines              |

## D
| Nom                    |  | Groupe | Circonscription    |
| ---------------------- |  | ------ | ------------------ |
| Jean-Marie Daillet     |  | UDC    | Manche             |
| Martine Daugreilh      |  | RPR    | Alpes-Maritimes    |
| Bernard Debré          |  | RPR    | Indre-et-Loire     |
| Jean-Louis Debré       |  | RPR    | Eure               |
| Jean-Pierre Defontaine |  | a. PS  | Pas-de-Calais      |
| Arthur Dehaine         |  | RPR    | Oise               |
| Marcel Dehoux          |  | PS     | Nord               |
| Jean-Pierre Delalande  |  | RPR    | Val-d'Oise         |
| Francis Delattre       |  | UDF    | Val-d'Oise         |
| Michel Delebarre       |  | PS     | Nord               |
| André Delehedde        |  | PS     | Pas-de-Calais      |
| Jacques Delhy          |  | PS     | Seine-Saint-Denis  |
| Jean-Marie Demange     |  | RPR    | Moselle            |
| Jean-François Deniau   |  | UDF    | Cher               |
| Xavier Deniau          |  | RPR    | Loiret             |
| Albert Denvers         |  | PS     | Nord               |
| Léonce Deprez          |  | UDF    | Pas-de-Calais      |
| Bernard Derosier       |  | PS     | Nord               |
| Jean Desanlis          |  | UDF    | Loir-et-Cher       |
| Freddy Deschaux-Beaume |  | PS     | Eure               |
| Guy Desessart          |  |        | Oise               |
| Jean-Claude Dessein    |  | PS     | Somme              |
| Michel Destot          |  | PS     | Isère              |
| Alain Devaquet         |  | RPR    | Paris              |
| Patrick Devedjian      |  | RPR    | Hauts-de-Seine     |
| Paul Dhaille           |  | PS     | Seine-Maritime     |
| Claude Dhinnin         |  | RPR    | Nord               |
| Willy Diméglio         |  | UDF    | Hérault            |
| Michel Dinet           |  | PS     | Meurthe-et-Moselle |
| Marc Dolez             |  | PS     | Nord               |
| Éric Doligé            |  | RPR    | Loiret             |
| Yves Dollo             |  | PS     | Côtes-du-Nord      |
| Jacques Dominati       |  | UDF    | Paris              |
| René Dosière           |  | PS     | Aisne              |
| Maurice Dousset        |  | UDF    | Eure-et-Loir       |
| Raymond Douyère        |  | PS     | Sarthe             |
| Julien Dray            |  | PS     | Essonne            |
| René Drouin            |  | PS     | Moselle            |
| Guy Drut               |  | RPR    | Seine-et-Marne     |
| Jean-Michel Dubernard  |  | RPR    | Rhône              |
| Claude Ducert          |  | PS     | Haute-Garonne      |
| Pierre Ducout          |  | PS     | Gironde            |
| Xavier Dugoin          |  | RPR    | Essonne            |
| Roland Dumas           |  | PS     | Dordogne           |
| Jean-Louis Dumont      |  | PS     | Meuse              |
| Dominique Dupilet      |  | PS     | Pas-de-Calais      |
| Adrien Durand          |  | UDC    | Lozère             |
| Georges Durand         |  | a. UDF | Drôme              |
| Yves Durand            |  | PS     | Nord               |
| Bruno Durieux          |  | UDC    | Nord               |
| Jean-Paul Durieux      |  | PS     | Meurthe-et-Moselle |
| André Duroméa          |  | PCF    | Seine-Maritime     |
| André Durr             |  | RPR    | Bas-Rhin           |
| Job Durupt             |  | PS     | Meurthe-et-Moselle |

## E
| Nom               |  | Groupe | Circonscription     |
| ----------------- |  | ------ | ------------------- |
| Janine Écochard   |  | PS     | Bouches-du-Rhône    |
| Charles Ehrmann   |  | UDF    | Alpes-Maritimes     |
| Henri Emmanuelli  |  | PS     | Landes              |
| Pierre Estève     |  | PS     | Pyrénées-Orientales |
| Christian Estrosi |  | RPR    | Alpes-Maritimes     |
| Claude Évin       |  | PS     | Loire-Atlantique    |

## F
| Nom                     |  | Groupe | Circonscription       |
| ----------------------- |  | ------ | --------------------- |
| Laurent Fabius          |  | PS     | Seine-Maritime        |
| Albert Facon            |  | PS     | Pas-de-Calais         |
| Jean Falala             |  | RPR    | Marne                 |
| Hubert Falco            |  | UDF    | Var                   |
| Jacques Farran          |  | UDF    | Pyrénées-Orientales   |
| Jean-Michel Ferrand     |  | RPR    | Vaucluse              |
| Charles Fèvre           |  | UDF    | Haute-Marne           |
| François Fillon         |  | RPR    | Sarthe                |
| Jacques Fleury          |  | PS     | Somme                 |
| Jacques Floch           |  | PS     | Loire-Atlantique      |
| Pierre Forgues          |  | PS     | Hautes-Pyrénées       |
| Raymond Forni           |  | PS     | Territoire de Belfort |
| Alain Fort              |  | PS     | Drôme                 |
| Jean-Pierre Foucher     |  | UDC    | Hauts-de-Seine        |
| Jean-Pierre Fourré      |  | PS     | Seine-et-Marne        |
| Georges Frêche          |  | PS     | Hérault               |
| Édouard Frédéric-Dupont |  | RPR    | Paris                 |
| Yves Fréville           |  | UDC    | Ille-et-Vilaine       |
| Jean-Paul Fuchs         |  | UDC    | Haut-Rhin             |

## G
| Nom                      |  | Groupe | Circonscription          |
| ------------------------ |  | ------ | ------------------------ |
| Claude Gaillard          |  | UDF    | Meurthe-et-Moselle       |
| Claude Gaits             |  | a. PS  | Hautes-Pyrénées          |
| Bertrand Gallet          |  | PS     | Eure-et-Loir             |
| Robert Galley            |  | RPR    | Aube                     |
| Dominique Gambier        |  | PS     | Seine-Maritime           |
| Gilbert Gantier          |  | UDF    | Paris                    |
| Pierre Garmendia         |  | PS     | Gironde                  |
| René Garrec              |  | UDF    | Calvados                 |
| Marcel Garrouste         |  | PS     | Lot-et-Garonne           |
| Henri de Gastines        |  | RPR    | Mayenne                  |
| Jean-Yves Gateaud        |  | PS     | Indre                    |
| Jean Gatel               |  | PS     | Vaucluse                 |
| Claude Gatignol          |  | UDF    | Manche                   |
| Jean-Claude Gaudin       |  | UDF    | Bouches-du-Rhône         |
| Jean de Gaulle           |  | RPR    | Deux-Sèvres              |
| Jean-Claude Gayssot      |  | PCF    | Seine-Saint-Denis        |
| Francis Geng             |  | UDC    | Orne                     |
| Germain Gengenwin        |  | UDC    | Bas-Rhin                 |
| Claude Germon            |  | PS     | Essonne                  |
| Edmond Gerrer            |  | UDC    | Haut-Rhin                |
| Jean Giovannelli         |  | PS     | Morbihan                 |
| Michel Giraud            |  | RPR    | Val-de-Marne             |
| Valéry Giscard d'Estaing |  | UDF    | Puy-de-Dôme              |
| Jean-Louis Goasduff      |  | RPR    | Finistère                |
| Jacques Godfrain         |  | RPR    | Aveyron                  |
| Pierre Goldberg          |  | PCF    | Allier                   |
| François-Michel Gonnot   |  | UDF    | Oise                     |
| Georges Gorse            |  | RPR    | Hauts-de-Seine           |
| Daniel Goulet            |  | RPR    | Orne                     |
| Joseph Gourmelon         |  | PS     | Finistère                |
| Hubert Gouze             |  | PS     | Tarn-et-Garonne          |
| Gérard Gouzes            |  | PS     | Lot-et-Garonne           |
| Gérard Grignon           |  | UDC    | Saint-Pierre-et-Miquelon |
| Hubert Grimault          |  | UDC    | Maine-et-Loire           |
| Alain Griotteray         |  | UDF    | Val-de-Marne             |
| François Grussenmeyer    |  | RPR    | Bas-Rhin                 |
| Ambroise Guellec         |  | UDC    | Finistère                |
| Olivier Guichard         |  | RPR    | Loire-Atlantique         |
| Lucien Guichon           |  | RPR    | Ain                      |
| Jacques Guyard           |  | PS     | Essonne                  |

## H
| Nom                         |  | Groupe      | Circonscription  |
| --------------------------- |  | ----------- | ---------------- |
| Jean-Yves Haby              |  | UDF         | Hauts-de-Seine   |
| Georges Hage                |  | PCF         | Nord             |
| François d'Harcourt         |  | a. UDF      | Calvados         |
| Guy Hermier                 |  | PCF         | Bouches-du-Rhône |
| Charles Hernu               |  | PS          | Rhône            |
| Edmond Hervé                |  | PS          | Ille-et-Vilaine  |
| Pierre Hiard                |  | PS          | Somme            |
| Élie Hoarau                 |  | Non inscrit | La Réunion       |
| François Hollande           |  | PS          | Corrèze          |
| Pierre-Rémy Houssin         |  | RPR         | Charente         |
| Élisabeth Hubert            |  | RPR         | Loire-Atlantique |
| Roland Huguet               |  | PS          | Pas-de-Calais    |
| Xavier Hunault              |  | a. UDF      | Loire-Atlantique |
| Jacques Huyghues des Étages |  | PS          | Nièvre           |
| Jean-Jacques Hyest          |  | UDC         | Seine-et-Marne   |

## I
| Nom                      |  | Groupe | Circonscription      |
| ------------------------ |  | ------ | -------------------- |
| Michel Inchauspé         |  | RPR    | Pyrénées-Atlantiques |
| Bernadette Isaac-Sibille |  | UDC    | Rhône                |
| Gérard Istace            |  | PS     | Ardennes             |

## J
| Nom                 |  | Groupe | Circonscription   |
| ------------------- |  | ------ | ----------------- |
| Marie Jacq          |  | PS     | Finistère         |
| Muguette Jacquaint  |  | PCF    | Seine-Saint-Denis |
| Denis Jacquat       |  | UDF    | Moselle           |
| Michel Jacquemin    |  | UDC    | Doubs             |
| Frédéric Jalton     |  | PS     | Guadeloupe        |
| Henry Jean-Baptiste |  | UDC    | Mayotte           |
| Jean-Jacques Jégou  |  | UDC    | Val-de-Marne      |
| Alain Jonemann      |  | RPR    | Yvelines          |
| Jean-Pierre Joseph  |  | PS     | Gers              |
| Noël Josèphe        |  | PS     | Pas-de-Calais     |
| Lionel Jospin       |  | PS     | Haute-Garonne     |
| Charles Josselin    |  | PS     | Côtes-du-Nord     |
| Alain Journet       |  | PS     | Gard              |
| Pierre Joxe         |  | PS     | Saône-et-Loire    |
| Didier Julia        |  | RPR    | Seine-et-Marne    |
| Alain Juppé         |  | RPR    | Paris             |

## K
| Nom                  |  | Groupe | Circonscription  |
| -------------------- |  | ------ | ---------------- |
| Gabriel Kaspereit    |  | RPR    | Paris            |
| Aimé Kergueris       |  | UDF    | Morbihan         |
| Christian Kert       |  | UDC    | Bouches-du-Rhône |
| Jean Kiffer          |  | a. RPR | Moselle          |
| Émile Koehl          |  | UDF    | Bas-Rhin         |
| Jean-Pierre Kucheida |  | PS     | Pas-de-Calais    |

## L
| Nom                        |  | Groupe      | Circonscription      |
| -------------------------- |  | ----------- | -------------------- |
| André Labarrère            |  | PS          | Pyrénées-Atlantiques |
| Claude Labbé               |  | RPR         | Hauts-de-Seine       |
| Jean Laborde               |  | PS          | Gers                 |
| Jean-Philippe Lachenaud    |  | UDF         | Val-d'Oise           |
| Jean Lacombe               |  | PS          | Hérault              |
| Marc Laffineur             |  | UDF         | Maine-et-Loire       |
| Jacques Lafleur            |  | RPR         | Nouvelle-Calédonie   |
| Pierre Lagorce             |  | PS          | Gironde              |
| André Laignel              |  | PS          | Indre                |
| André Lajoinie             |  | PCF         | Allier               |
| Catherine Lalumière        |  | PS          | Gironde              |
| Alain Lamassoure           |  | UDF         | Pyrénées-Atlantiques |
| Jérôme Lambert             |  | PS          | Charente             |
| Michel Lambert             |  | PS          | Orne                 |
| Édouard Landrain           |  | a. UDC      | Loire-Atlantique     |
| Jack Lang                  |  | PS          | Loir-et-Cher         |
| Jean-Pierre Lapaire        |  | PS          | Loiret               |
| Dominique Larifla          |  | PS          | Guadeloupe           |
| Jean Laurain               |  | PS          | Moselle              |
| Jacques Lavédrine          |  | PS          | Puy-de-Dôme          |
| Marie-France Lecuir        |  | PS          | Val-d'Oise           |
| Jean-Yves Le Déaut         |  | PS          | Meurthe-et-Moselle   |
| Jean-Yves Le Drian         |  | PS          | Morbihan             |
| Jean-Marie Leduc           |  | PS          | Seine-Maritime       |
| Robert Le Foll             |  | PS          | Seine-et-Marne       |
| Jean-Claude Lefort         |  | PCF         | Val-de-Marne         |
| Bernard Lefranc            |  | PS          | Aisne                |
| Jean Le Garrec             |  | PS          | Nord                 |
| Philippe Legras            |  | RPR         | Haute-Saône          |
| Auguste Legros             |  | a. RPR      | La Réunion           |
| André Lejeune              |  | PS          | Creuse               |
| Daniel Le Meur             |  | PCF         | Aisne                |
| Georges Lemoine            |  | PS          | Eure-et-Loir         |
| Guy Lengagne               |  | PS          | Pas-de-Calais        |
| Alexandre Léontieff        |  | Non inscrit | Polynésie française  |
| François Léotard           |  | UDF         | Var                  |
| Louis Le Pensec            |  | PS          | Finistère            |
| Arnaud Lepercq             |  | RPR         | Vienne               |
| Pierre Lequiller           |  | UDF         | Yvelines             |
| Roger Léron                |  | PS          | Drôme                |
| Roger Lestas               |  | Non inscrit | Mayenne              |
| Alain Le Vern              |  | PS          | Seine-Maritime       |
| Marie-Noëlle Lienemann     |  | PS          | Essonne              |
| Maurice Ligot              |  | UDF         | Maine-et-Loire       |
| Jacques Limouzy            |  | RPR         | Tarn                 |
| Jean de Lipkowski          |  | RPR         | Charente-Maritime    |
| Claude Lise                |  | a. PS       | Martinique           |
| Robert Loïdi               |  | PS          | Haute-Garonne        |
| Paul Lombard               |  | PCF         | Bouches-du-Rhône     |
| François Loncle            |  | PS          | Eure                 |
| Gérard Longuet             |  | UDF         | Meuse                |
| Guy Lordinot               |  | a. PS       | Martinique           |
| Jeanny Lorgeoux            |  | PS          | Loir-et-Cher         |
| Maurice Louis-Joseph-Dogué |  | PS          | Martinique           |
| Jean-Pierre Luppi          |  | PS          | Isère                |

## M
| Nom                             |  | Groupe      | Circonscription         |
| ------------------------------- |  | ----------- | ----------------------- |
| Alain Madelin                   |  | UDF         | Ille-et-Vilaine         |
| Bernard Madrelle                |  | PS          | Gironde                 |
| Jacques Mahéas                  |  | PS          | Seine-Saint-Denis       |
| Guy Malandain                   |  | PS          | Yvelines                |
| Martin Malvy                    |  | PS          | Lot                     |
| Jean-François Mancel            |  | RPR         | Oise                    |
| Thierry Mandon                  |  | PS          | Essonne                 |
| Raymond Marcellin               |  | UDF         | Morbihan                |
| Georges Marchais                |  | PCF         | Val-de-Marne            |
| Philippe Marchand               |  | PS          | Charente-Maritime       |
| Claude-Gérard Marcus            |  | RPR         | Paris                   |
| Roger Mas                       |  | PS          | Ardennes                |
| Jacques Masdeu-Arus             |  | RPR         | Yvelines                |
| René Massat                     |  | PS          | Ariège                  |
| Marius Masse                    |  | PS          | Bouches-du-Rhône        |
| Jean Louis Masson               |  | RPR         | Moselle                 |
| François Massot                 |  | PS          | Alpes-de-Haute-Provence |
| Gilbert Mathieu                 |  | UDF         | Côte-d'Or               |
| Pierre Mauger                   |  | RPR         | Vendée                  |
| Joseph-Henri Maujoüan du Gasset |  | UDF         | Loire-Atlantique        |
| Pierre Mauroy                   |  | PS          | Nord                    |
| Alain Mayoud                    |  | UDF         | Rhône                   |
| Pierre Mazeaud                  |  | RPR         | Haute-Savoie            |
| Pierre Méhaignerie              |  | UDC         | Ille-et-Vilaine         |
| Jacques Mellick                 |  | PS          | Pas-de-Calais           |
| Pierre Merli                    |  | UDF         | Alpes-Maritimes         |
| Louis Mermaz                    |  | PS          | Isère                   |
| Georges Mesmin                  |  | UDF         | Paris                   |
| Philippe Mestre                 |  | UDF         | Vendée                  |
| Pierre Métais                   |  | PS          | Vendée                  |
| Charles Metzinger               |  | PS          | Moselle                 |
| Louis Mexandeau                 |  | PS          | Calvados                |
| Michel Meylan                   |  | UDF         | Haute-Savoie            |
| Pierre Micaux                   |  | UDF         | Aube                    |
| Lucette Michaux-Chevry          |  | RPR         | Guadeloupe              |
| Henri Michel                    |  | PS          | Drôme                   |
| Jean-Pierre Michel              |  | PS          | Haute-Saône             |
| Didier Migaud                   |  | PS          | Isère                   |
| Hélène Mignon                   |  | PS          | Haute-Garonne           |
| Jean-Claude Mignon              |  | RPR         | Seine-et-Marne          |
| Gilbert Millet                  |  | PCF         | Gard                    |
| Charles Millon                  |  | UDF         | Ain                     |
| Charles Miossec                 |  | RPR         | Finistère               |
| Claude Miqueu                   |  | Non inscrit | Hautes-Pyrénées         |
| Gilbert Mitterrand              |  | PS          | Gironde                 |
| Marcel Mocœur                   |  | PS          | Haute-Vienne            |
| Gabriel Montcharmont            |  | PS          | Rhône                   |
| Robert Montdargent              |  | PCF         | Val-d'Oise              |
| Christiane Mora                 |  | PS          | Indre-et-Loire          |
| Louise Moreau                   |  | UDF         | Alpes-Maritimes         |
| Ernest Moutoussamy              |  | a. PCF      | Guadeloupe              |
| Alain Moyne-Bressand            |  | UDF         | Isère                   |

## N
| Nom               |  | Groupe | Circonscription    |
| ----------------- |  | ------ | ------------------ |
| Henri Nallet      |  | PS     | Yonne              |
| Bernard Nayral    |  | PS     | Hérault            |
| Véronique Neiertz |  | PS     | Seine-Saint-Denis  |
| Maurice Nénou     |  | RPR    | Nouvelle-Calédonie |
| Alain Néri        |  | PS     | Puy-de-Dôme        |
| Jean-Marc Nesme   |  | UDF    | Saône-et-Loire     |
| Michel Noir       |  | RPR    | Rhône              |
| Roland Nungesser  |  | RPR    | Val-de-Marne       |

## O
| Nom             |  | Groupe | Circonscription |
| --------------- |  | ------ | --------------- |
| Jean Oehler     |  | PS     | Bas-Rhin        |
| Patrick Ollier  |  | RPR    | Hautes-Alpes    |
| Michel d'Ornano |  | UDF    | Calvados        |
| Pierre Ortet    |  | PS     | Haute-Garonne   |

## P
| Nom                                |  | Groupe      | Circonscription   |
| ---------------------------------- |  | ----------- | ----------------- |
| Charles Paccou                     |  | RPR         | Nord              |
| Arthur Paecht                      |  | UDF         | Var               |
| Françoise de Panafieu              |  | RPR         | Paris             |
| Robert Pandraud                    |  | RPR         | Seine-Saint-Denis |
| Christiane Papon                   |  | RPR         | Val-de-Marne      |
| Monique Papon                      |  | UDF         | Loire-Atlantique  |
| Pierre Pasquini                    |  | RPR         | Haute-Corse       |
| François Patriat                   |  | PS          | Côte-d'Or         |
| Michel Pelchat                     |  | UDF         | Essonne           |
| Jean-Pierre Pénicaut               |  | PS          | Landes            |
| Dominique Perben                   |  | RPR         | Saône-et-Loire    |
| Régis Perbet                       |  | RPR         | Ardèche           |
| Jean-Pierre de Peretti della Rocca |  | UDF         | Bouches-du-Rhône  |
| Michel Péricard                    |  | RPR         | Yvelines          |
| Francisque Perrut                  |  | UDF         | Rhône             |
| Alain Peyrefitte                   |  | RPR         | Seine-et-Marne    |
| Jean-Claude Peyronnet              |  | PS          | Haute-Vienne      |
| Michel Pezet                       |  | PS          | Bouches-du-Rhône  |
| Jean-Pierre Philibert              |  | UDF         | Loire             |
| Yann Piat                          |  | Non inscrit | Var               |
| Louis Pierna                       |  | PCF         | Seine-Saint-Denis |
| Christian Pierret                  |  | PS          | Vosges            |
| Yves Pillet                        |  | PS          | Isère             |
| Étienne Pinte                      |  | RPR         | Yvelines          |
| Charles Pistre                     |  | PS          | Tarn              |
| Jean-Paul Planchou                 |  | PS          | Seine-et-Marne    |
| Bernard Poignant                   |  | PS          | Finistère         |
| Ladislas Poniatowski               |  | UDF         | Eure              |
| Bernard Pons                       |  | RPR         | Paris             |
| Jean Poperen                       |  | PS          | Rhône             |
| Robert Poujade                     |  | RPR         | Côte-d'Or         |
| Maurice Pourchon                   |  | PS          | Puy-de-Dôme       |
| Jean-Luc Préel                     |  | UDF         | Vendée            |
| Jean Proriol                       |  | UDF         | Haute-Loire       |
| Jean Proveux                       |  | PS          | Indre-et-Loire    |

## Q
| Nom                 |  | Groupe | Circonscription |
| ------------------- |  | ------ | --------------- |
| Jean-Jack Queyranne |  | PS     | Rhône           |
| Paul Quilès         |  | PS     | Paris           |

## R
| Nom                      |  | Groupe      | Circonscription    |
| ------------------------ |  | ----------- | ------------------ |
| Éric Raoult              |  | RPR         | Seine-Saint-Denis  |
| Guy Ravier               |  | PS          | Vaucluse           |
| Pierre Raynal            |  | RPR         | Cantal             |
| Alfred Recours           |  | PS          | Eure               |
| Daniel Reiner            |  | PS          | Meurthe-et-Moselle |
| Jean-Luc Reitzer         |  | RPR         | Haut-Rhin          |
| Marc Reymann             |  | UDF         | Bas-Rhin           |
| Alain Richard            |  | PS          | Val-d'Oise         |
| Lucien Richard           |  | RPR         | Loire-Atlantique   |
| Jean Rigal               |  | a. PS       | Aveyron            |
| Jean Rigaud              |  | UDF         | Rhône              |
| Gaston Rimareix          |  | PS          | Creuse             |
| Jacques Rimbault         |  | PCF         | Cher               |
| Roger Rinchet            |  | PS          | Savoie             |
| Gilles de Robien         |  | UDF         | Somme              |
| Michel Rocard            |  | PS          | Yvelines           |
| Jean-Paul de Rocca Serra |  | RPR         | Corse-du-Sud       |
| François Rochebloine     |  | UDC         | Loire              |
| Alain Rodet              |  | PS          | Haute-Vienne       |
| Jacques Roger-Machart    |  | PS          | Haute-Garonne      |
| André Rossi              |  | UDF         | Aisne              |
| José Rossi               |  | UDF         | Corse-du-Sud       |
| André Rossinot           |  | UDF         | Meurthe-et-Moselle |
| Yvette Roudy             |  | PS          | Calvados           |
| René Rouquet             |  | PS          | Val-de-Marne       |
| Ségolène Royal           |  | PS          | Deux-Sèvres        |
| Jean Royer               |  | Non inscrit | Indre-et-Loire     |
| Antoine Rufenacht        |  | RPR         | Seine-Maritime     |

## S
| Nom                         |  | Groupe      | Circonscription     |
| --------------------------- |  | ----------- | ------------------- |
| Francis Saint-Ellier        |  | UDF         | Calvados            |
| Michel Sainte-Marie         |  | PS          | Gironde             |
| Rudy Salles                 |  | UDF         | Alpes-Maritimes     |
| Philippe Sanmarco           |  | PS          | Bouches-du-Rhône    |
| Jean-Pierre Santa Cruz      |  | PS          | Jura                |
| André Santini               |  | UDF         | Hauts-de-Seine      |
| Jacques Santrot             |  | PS          | Vienne              |
| Michel Sapin                |  | PS          | Hauts-de-Seine      |
| Nicolas Sarkozy             |  | RPR         | Hauts-de-Seine      |
| Georges Sarre               |  | PS          | Paris               |
| Gérard Saumade              |  | PS          | Hérault             |
| Suzanne Sauvaigo            |  | RPR         | Alpes-Maritimes     |
| Robert Savy                 |  | PS          | Haute-Vienne        |
| Bernard Schreiner           |  | RPR         | Bas-Rhin            |
| Bernard Schreiner           |  | PS          | Yvelines            |
| Roger-Gérard Schwartzenberg |  | a. PS       | Val-de-Marne        |
| Robert Schwint              |  | PS          | Doubs               |
| Philippe Séguin             |  | RPR         | Vosges              |
| Jean Seitlinger             |  | UDF         | Moselle             |
| Maurice Sergheraert         |  | Non inscrit | Nord                |
| Henri Sicre                 |  | PS          | Pyrénées-Orientales |
| Jean-Pierre Soisson         |  | a. UDC      | Yonne               |
| Christian Spiller           |  | Non inscrit | Vosges              |
| Bernard Stasi               |  | UDC         | Marne               |
| Olivier Stirn               |  | PS          | Manche              |
| Lionel Stoléru              |  | a. PS       | Oise                |
| Dominique Strauss-Kahn      |  | PS          | Val-d'Oise          |
| Marie-Josèphe Sublet        |  | PS          | Rhône               |
| Michel Suchod               |  | PS          | Dordogne            |
| Jean-Pierre Sueur           |  | PS          | Loiret              |

## T
| Nom                  |  | Groupe      | Circonscription  |
| -------------------- |  | ----------- | ---------------- |
| Pierre Tabanou       |  | PS          | Val-de-Marne     |
| Jean Tardito         |  | PCF         | Bouches-du-Rhône |
| Martial Taugourdeau  |  | RPR         | Eure-et-Loir     |
| Yves Tavernier       |  | PS          | Essonne          |
| Guy Teissier         |  | UDF         | Bouches-du-Rhône |
| Paul-Louis Tenaillon |  | UDF         | Yvelines         |
| Michel Terrot        |  | RPR         | Rhône            |
| Jean-Michel Testu    |  | PS          | Indre-et-Loire   |
| Fabien Thiémé        |  | PCF         | Nord             |
| André Thien Ah Koon  |  | Non inscrit | La Réunion       |
| Jean-Claude Thomas   |  | RPR         | Marne            |
| Jean Tiberi          |  | RPR         | Paris            |
| Jacques Toubon       |  | RPR         | Paris            |
| Georges Tranchant    |  | RPR         | Hauts-de-Seine   |
| Pierre-Yvon Trémel   |  | PS          | Côtes-du-Nord    |

## U
| Nom              |  | Groupe | Circonscription |
| ---------------- |  | ------ | --------------- |
| Jean Ueberschlag |  | RPR    | Haut-Rhin       |

## V
| Nom                  |  | Groupe      | Circonscription     |
| -------------------- |  | ----------- | ------------------- |
| Edmond Vacant        |  | PS          | Puy-de-Dôme         |
| Léon Vachet          |  | RPR         | Bouches-du-Rhône    |
| Daniel Vaillant      |  | PS          | Paris               |
| Jean Valleix         |  | RPR         | Gironde             |
| Philippe Vasseur     |  | UDF         | Pas-de-Calais       |
| Michel Vauzelle      |  | PS          | Bouches-du-Rhône    |
| Laurent Vergès       |  | Non inscrit | La Réunion          |
| Émile Vernaudon      |  | Non inscrit | Polynésie française |
| Théo Vial-Massat     |  | PCF         | Loire               |
| Joseph Vidal         |  | PS          | Aude                |
| Yves Vidal           |  | PS          | Bouches-du-Rhône    |
| Alain Vidalies       |  | PS          | Landes              |
| Gérard Vignoble      |  | a. UDC      | Nord                |
| Philippe de Villiers |  | a. UDF      | Vendée              |
| Jean-Paul Virapoullé |  | UDC         | La Réunion          |
| Alain Vivien         |  | PS          | Seine-et-Marne      |
| Robert-André Vivien  |  | RPR         | Val-de-Marne        |
| Michel Voisin        |  | UDC         | Ain                 |
| Roland Vuillaume     |  | RPR         | Doubs               |

## W
| Nom                  |  | Groupe      | Circonscription |
| -------------------- |  | ----------- | --------------- |
| Marcel Wacheux       |  | PS          | Pas-de-Calais   |
| Aloyse Warhouver     |  | Non inscrit | Moselle         |
| Jean-Jacques Weber   |  | UDC         | Haut-Rhin       |
| Pierre-André Wiltzer |  | UDF         | Essonne         |
| Jean-Pierre Worms    |  | PS          | Saône-et-Loire  |

## Z
| Nom              |  | Groupe | Circonscription |
| ---------------- |  | ------ | --------------- |
| Adrien Zeller    |  | UDC    | Bas-Rhin        |
| Émile Zuccarelli |  | a. PS  | Haute-Corse     |